# Cassiculus venustus
Cassiculus venustus là một loài bọ rùa bản địa New Zealand, được tìm thấy ít nhất ở Đảo Bắc. Loài này có ở New Zealand flax (Phormium) and Toetoe (cutty grass), reportedly eating the mealybugs that live there. Danh pháp có hiệu lực của loài này nay là Hoangus venustus.
Nó có màu đen và vàng, đầu nó màu vàng mỗi bên với màu đen chạy xuống dưới phía giữa. Nó có 4 đốm màu cam ở khu vực đen này. Nó có kích thước dài 4 mm từ mũi đầu đến cuối bụng.